# 圣乔治山
}}
圣乔治山（義大利語：Monte San Giorgio）位于瑞士南部提契诺州，最高点海拔1096米。圣乔治山以出土有保存完好的三叠纪海洋生物化石而闻名。2003年被列为世界自然遗产，为瑞士位置最南的世界遗产。2010年，圣乔治山的意大利部分也被扩充入遗产范围内。